# Sabine Günther
Sabine Günther, z domu Rieger (ur. 6 listopada 1963 w Jenie) – niemiecka lekkoatletka, specjalizująca się w biegach sprinterskich, uczestniczka letnich igrzysk olimpijskich w Barcelonie (1992). W czasie swojej kariery reprezentowała również Niemiecką Republikę Demokratyczną.

## Sukcesy sportowe
- aktualna rekordzistka Europy w biegu sztafetowym 4 x 100 metrów – 41,37 – Canberra 06/10/1985 (wspólnie z Silke Gladisch, Ingrid Auerswald i Marlies Göhr)[1] (rekord świata do 10/08/2012)
- dwukrotna medalistka mistrzostw NRD w biegu na 100 metrów – srebrna (1986) oraz brązowa (1990)[2]
- pięciokrotna medalistka mistrzostw NRD w biegu na 200 metrów – srebrna (1990) oraz czterokrotnie brązowa (1982, 1985, 1986, 1989)[3]
- pięciokrotna medalistka halowych mistrzostw NRD w biegu na 200 metrów – złota (1990), trzykrotnie srebrna (1984, 1985, 1988) oraz brązowa (1986)[4]
- brązowa medalistka mistrzostw Niemiec w biegu na 200 metrów (1992)[5]

| Rok  | Miasto    | Zawody                      | Konkurencja                           | Wynik                     |
| ---- | --------- | --------------------------- | ------------------------------------- | ------------------------- |
| 1981 | Utrecht   | mistrzostwa Europy juniorów | sztafeta 4 x 100 m bieg na 200 m      | złoty medal               |
| 1982 | Ateny     | mistrzostwa Europy          | sztafeta 4 x 100 m bieg na 200 m      | złoty medal brązowy medal |
| 1986 | Stuttgart | mistrzostwa Europy          | sztafeta 4 x 100 m bieg na 200 metrów | złoty medal 7. miejsce    |
| 1990 | Split     | mistrzostwa Europy          | sztafeta 4 x 100 m bieg na 200 metrów | złoty medal 7. miejsce    |
| 1992 | Barcelona | igrzyska olimpijskie        | sztafeta 4 x 100 m                    | 5. miejsce                |

## Rekordy życiowe
- bieg na 100 metrów – 11,19 – Berlin 22/09/1985
- bieg na 200 metrów – 22,36 – Cottbus 26/06/1982
- bieg na 200 metrów (hala) – 23,26 – Turyn 10/02/1988
- bieg na 300 metrów – 37,36 – Bad Homburg 24/05/1992